# Beidahu
Beidahu is een laaggebergte skigebied buiten Jilin in de provincie Jilin in China. Hier werden de skiwedstrijden gehouden van de Aziatische Winterspelen 2007. De hoogste top is 1359 meter en de voet van de berg is 537 meter.